# Fonte de Angeão
Fonte de Angeão is een plaats (freguesia) in de Portugese gemeente Vagos en telt 1245 inwoners (2001).